# Радивој Бербаков
Радивој Бербаков (11. фебруар 1925 — 1. новембар 2003) био је српски академски сликар.

## Биографија
Радивој Бербаков рођен је у Кикинди. Завршио је Академију ликовних уметности у Београду у класи Зоре Петровић. Био је учесник НОБ-а и одликован Медаљом заслуге за народ. Радио је као професор уметности у кикиндској Гимназији.
Један је од најзначајнијих представника савременог српског реализма у сликарству. Његове слике су импресионистичке и реалистичне. Сликао је сеоске пејзаже, мртву природу, фигуре и портрете. Дела Радивоја Бербакова излагана су у Београду, Новом Саду, а део су и сталних поставки у Немачкој и Сједињеним Америчким Државама.
Радивој Бербаков је ухапшен 28. марта 1980. и осуђен на две и по године затвора, зато што је, како је стајало у пресуди Вишег суда у Зрењанину, „говором, злонамерно и неистинито, приказивао друштвено-политичке прилике у земљи, чиме је извршио кривично дело непријатељске пропаганде из члана 133. ст. 1. КЗ СФРЈ“. 

Након изласка из затвора Радивој Бербаков је наставио са уметничким радом и награђен је Октобарском наградом града Кикинде.
О животу и страдању Радивоја Бербакова, Биљана Живковић објавила је књигу под називом „Величанствена уметникова усамљеност“. Истом темом бавио се и Јовица Тркуља у књизи „Остракизовани сликар“.
Умро је у Кикинди 1. новембра 2003. године.